# Colisão de trens em Alexandria
A colisão de trens em Alexandria refere-se ao desastre ocorrido em 11 de agosto de 2017 na estação de Khorshid, a leste de Alexandria, no Egito. Segundo a declaração da Autoridade Ferroviária Egípcia, um trem colidiu com outro que estava estacionado, resultando em cerca de quarenta mortos e mais de cem pessoas feridas.
O acidente resultou na paralisação do transporte da linha Alexandria-Cairo, que só foi retomado no dia seguinte e em apenas uma ferrovia, pois a outra havia sido danificada durante a colisão. As investigações revelaram que o motorista do trem expresso 13, Emad Helmy, foi responsável pela causa do acidente. Ele foi, posteriormente, detido.
Os reis do Barém e da Jordânia enviaram suas condolências, bem como o presidente da Palestina e algumas embaixadas. A colisão também serviu para repercutir tópicos sobre a má qualidade do sistema ferroviário no país.

## Descrição dos eventos
Segundo a declaração da Autoridade Ferroviária Egípcia, em 11 de agosto, às 14 horas e 15 minutos, um trem que viajava do Cairo com destino a Alexandria colidiu com um trem estacionado na pequena estação no distrito de Khorshid. Ainda de acordo com a declaração, o trem que estava imóvel teria chegado de Porto Said minutos antes do impacto.
Uma testemunha que presenciou o acidente de sua residência disse que os trens araram uns nos outros, "formando uma pirâmide". O passageiro Moumen Youssef, por sua vez, disse à Reuters que encontrou quatro vagões esmagados e muitas pessoas no chão. O funcionário Sababa Al-Amin, que compareceu ao local do acidente para ajudar a equipe de resgate, disse que havia "muitos corpos cobertos por lençóis brancos." Segundo um anônimo, os civis levaram água e açúcar para os feridos, enquanto outros retiravam os destroços com o auxílio de seus próprios caminhões.
Imagens de vídeo da Associated Press mostraram os vagões dos trens desfigurados nos trilhos, enquanto centenas de espectadores se reuniram ao redor da colisão. Os policiais, no entanto, afastaram os civis do local e as ambulâncias chegaram em poucos minutos. A transmissão da estatal, por sua vez, mostrou feridos e corpos sendo movidos para as ambulâncias.

### Vítimas
Os números de vítimas fatais e de feridos foram especulados pelos meios de comunicação e as autoridades do país: os primeiros relatos indicavam cerca de cinquenta mortos e mais de cem feridos. Posteriormente, o Ministério da Saúde reduziu o número de vítimas fatais para 42, enquanto o Ministério dos Transportes para 41.
O número de feridos, por sua vez, chegou a 179. O website árabe Al-Ahram informou que cerca de 47 dos feridos receberam alta no dia seguinte, enquanto 132 continuavam hospitalizados.

### Interferências no serviço ferroviário
O transporte ferroviário da linha Alexandria-Cairo foi retomado no dia seguinte ao acidente, depois que os trilhos foram limpos. A segunda ferrovia, no entanto, foi danificada durante a colisão e, como consequência, o tráfego de trens operou em uma única ferrovia em ambas as direções, segundo o porta-voz do Ministério do Transporte do Egito, Mohammed Ezz.

## Investigação
Em 4 de outubro de 2017, o procurador geral encaminhou quatro suspeitos envolvidos na colisão para o julgamento criminal. No mês seguinte, as investigações com funcionários da Autoridade Ferroviária Egípcia revelaram que o motorista do trem expresso 13, Emad Helmy, foi responsável pela causa do acidente. Este trem estava se locomovendo em alta velocidade, ignorando os sinais fixos e ultrapassando o semáforo vermelho, o que levou a colisão, acrescentou a investigação. O trem de Porto Said, por sua vez, estava funcionando corretamente, mas esperava justamente o trem expresso 13. O motorista deste acendeu o sinal vermelho, mas a velocidade do trem expresso não disponibilizou a frenagem.

### Atuação da promotoria
Inicialmente, a promotoria de Alexandria colocou sob custódia o motorista e o assistente do trem de Porto Said, mas recuou após o andamento das investigações. Ela também decidiu liberar os funcionários do trem de Porto Said e da estação; contudo, convocou dez funcionários da Autoridade Ferroviária para depor. O chefe da estação também foi convocado para questionar o que poderia ter causado o acidente e sobre seu papel como oficial na coordenação de trens sucessivos.
O motorista do trem expresso 13, Emad Helmy, foi detido e colocado sob custódia por quinze dias. Amostras de sangue e de urina foram coletadas de Helmy e de seu assistente para determinar se estavam sob a influência de algum narcótico. O equipamento KBC, que deve ajudar a determinar a causa do acidente, foi enviado para a perícia.

## Repercussão
Como consequência do acidente, o ministro dos transportes, Hisham Arafat, suspendeu o diretor-geral da região do Delta do Oeste, o diretor-geral da região central e dois monitores de tráfego até que as investigações fossem concluídas. Ele também acrescentou que os responsáveis seriam responsabilizados após a conclusão das investigações. Enquanto isso, o deputado Osama Sharar apresentou um pedido ao parlamento para demitir o ministro do transporte.
O presidente do país, Abdul Fatah Khalil Al-Sisi, expressou suas condolências às vítimas, assim como o rei do Barém, Hamade ibne Issa Alcalifa, o rei da Jordânia, Abedalá II, e o presidente da Palestina, Mahmoud Abbas. Embaixadas de vários países também fizeram suas condolências, inclusive a embaixada dos Estados Unidos:
"Nossos pensamentos e orações com as famílias dos mortos e feridos no acidente de trem de hoje. Estamos com o povo egípcio neste momento difícil"— Mensagem da Embaixada dos Estados Unidos via Twitter.

### Condições do transporte ferroviário
O histórico do transporte ferroviário egípcio demonstra uma série de acidentes que provocam insatisfação na população, os números divulgados pela agência estatal de estatísticas mostram que mais de treze mil acidentes ferroviários ocorreram entre 2006 e 2016.
O professor de planejamento de transportes e engenharia de tráfego da Universidade Ain Shams, Mustafa Sabri, disse que as ferrovias estão sendo negligenciadas há quase meio século e precisam ser totalmente reformuladas. "Se isso não for feito em breve, haverá mais vítimas todos os dias", acrescentou. Membro do Comitê de Transportes do Parlamento, Sameh al-Sayegh disse que os mais novos sinais "têm mais de vinte anos", ele também acrescentou: "O mesmo se aplica a tudo, desde os trilhos até os trens, os freios e as locomotivas. Trabalhadores ferroviários e motoristas também raramente recebem treinamento".